# 标致403
标致403是由法国标致汽车与宾尼法利纳合作设计，于1955至1966年间制造的车型。该车型是首个安装弧形挡风玻璃的标致汽车，也是标致首款产量突破百万的车型。
至1958年为止，引擎盖上都装有狮子的立标装饰。但1959年起，出于安全考虑，狮子立标被去掉了。

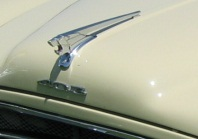
旧版403立标装饰

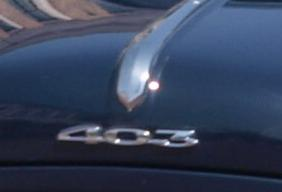
新版403无立标

## 图片

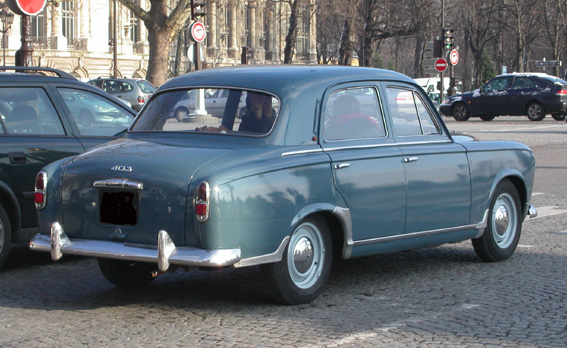
403 轿车型
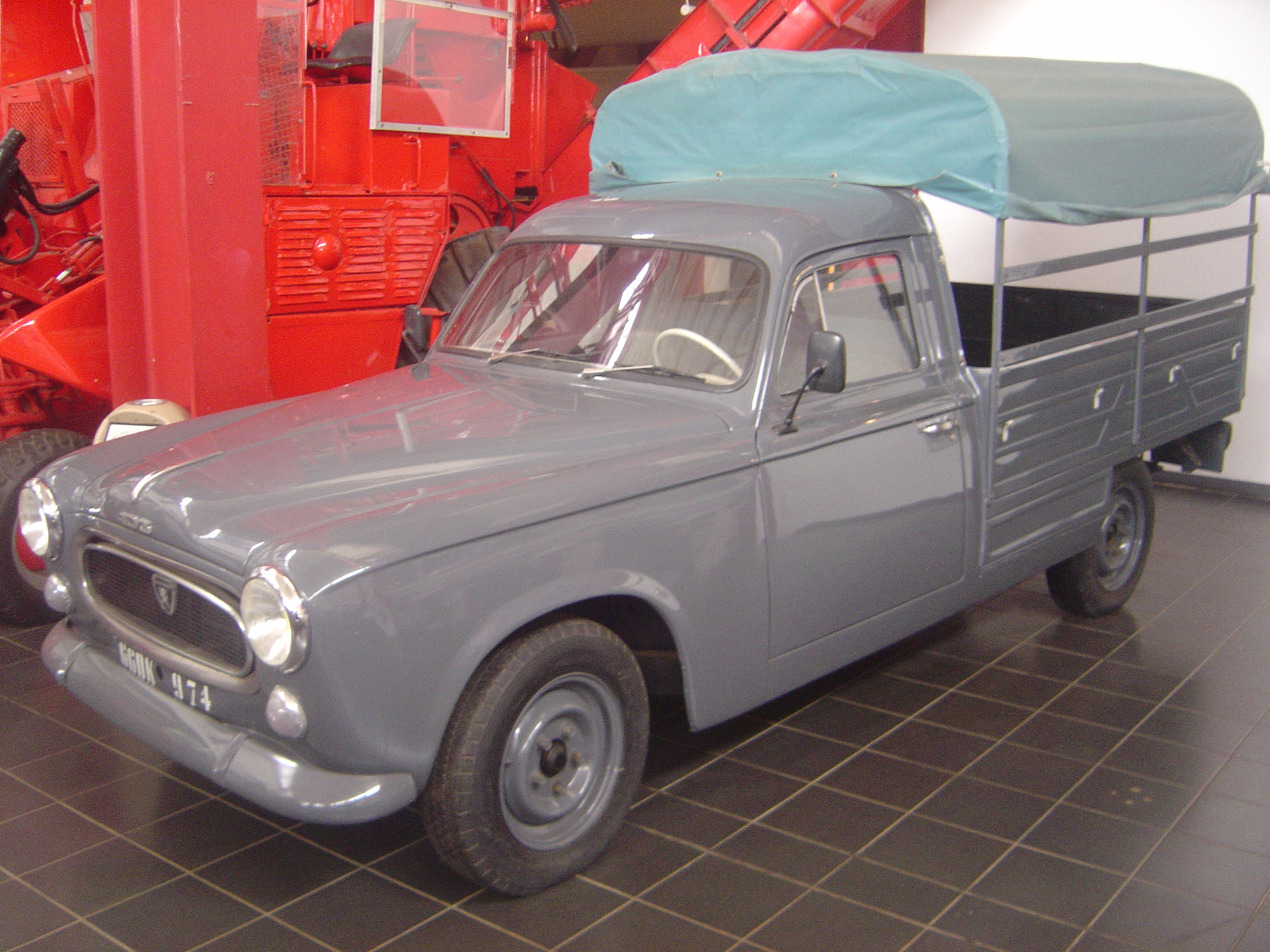
403 皮卡型
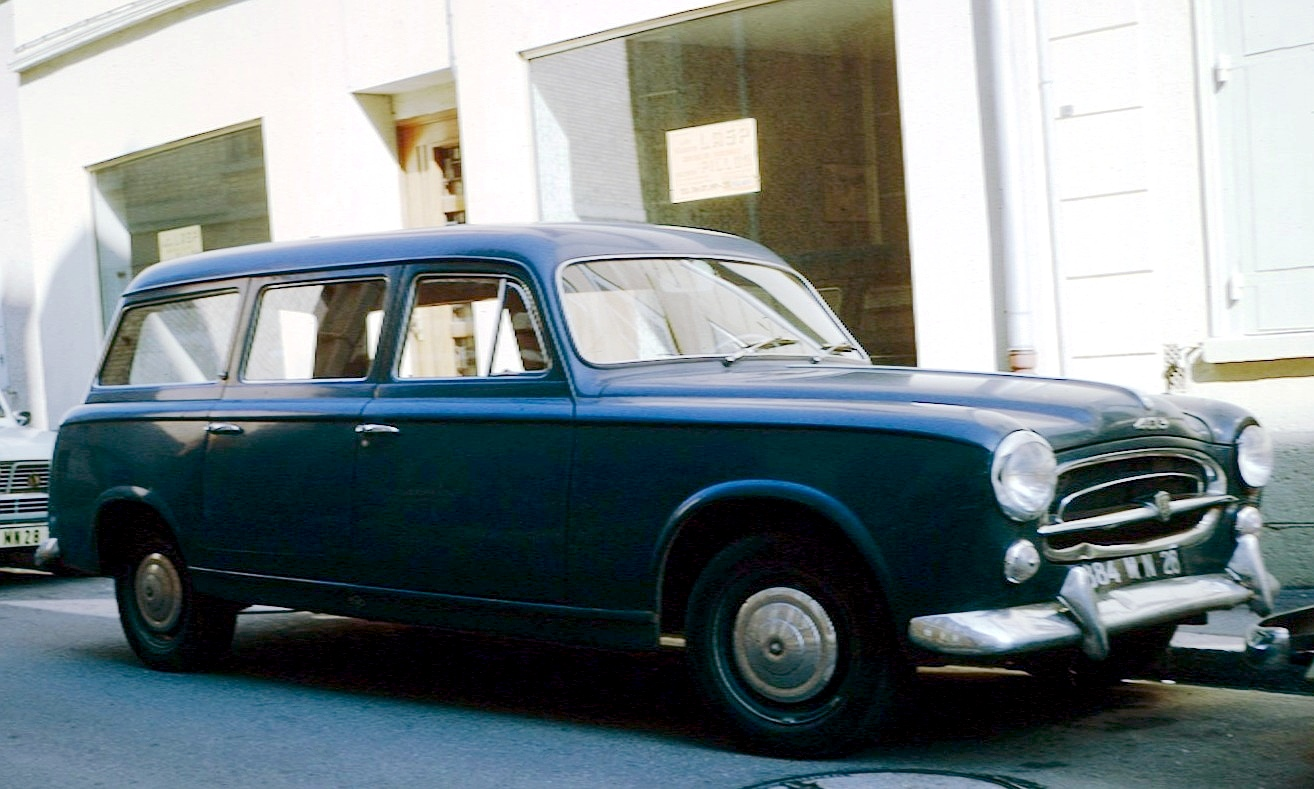
403 旅行車型
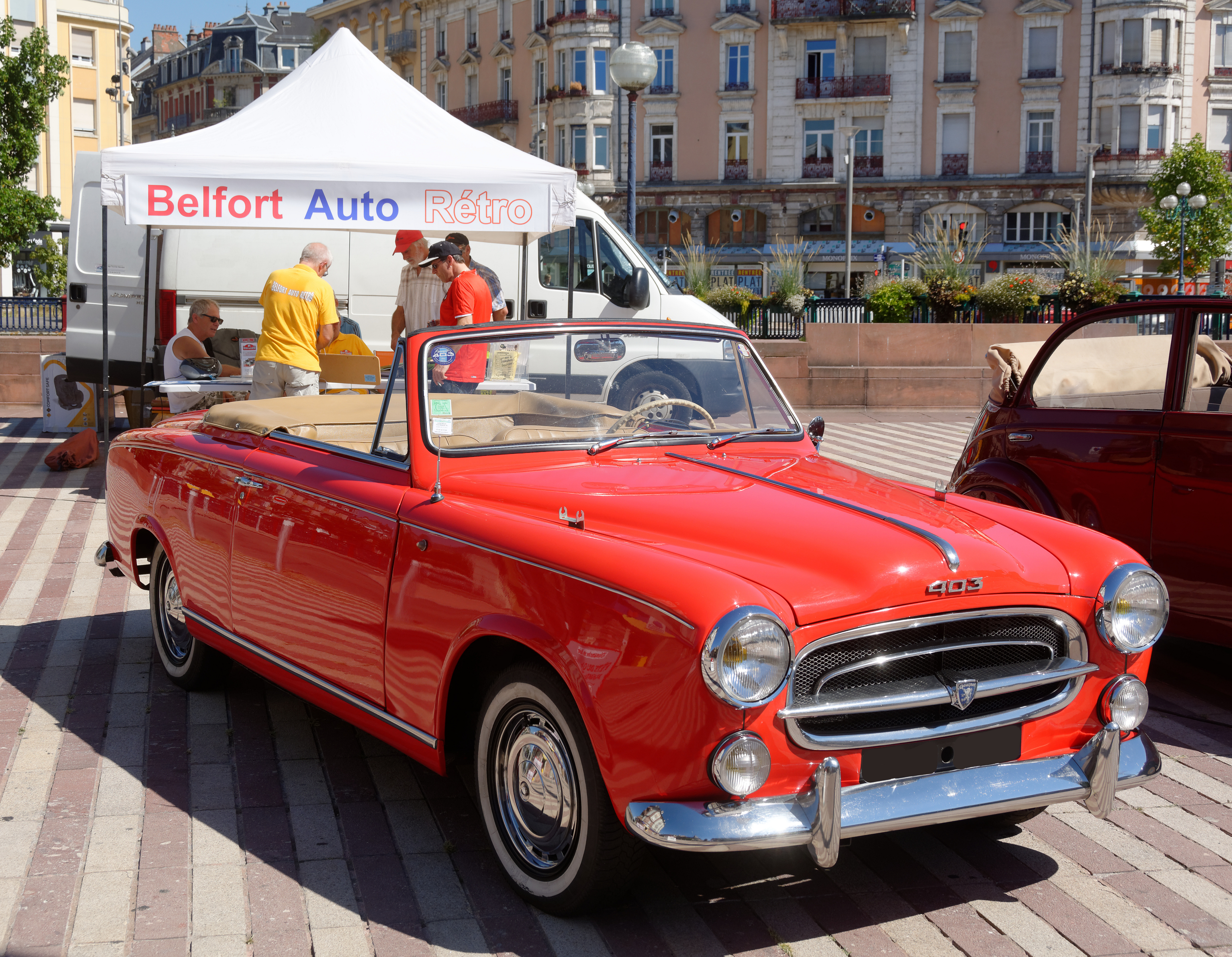
403 敞篷型

## 影视
經典美國倒敘推理剧，《神探可倫坡》（Columbo）中，主角（彼得·福克 饰）开了辆1959年產的標緻403敞篷車辦案。

## 停产
基于1960年标致404的取代，403在1960至1966年间被当成404的低端型生产。